# Lipki (Rosja)
Lipki – miasto w Rosji, w obwodzie tulskim. W 2010 roku liczyło 8719 mieszkańców.